# 渡邉芳樹
渡邉 芳樹（わたなべ よしき、1953年〈昭和28年〉4月1日 - ）は、日本の厚生・厚生労働官僚。

## 来歴
北海道岩見沢市出身。北海道岩見沢東高等学校を経て、1971年、東京大学に入学。
1975年（昭和50年）3月、東京大学法学部を卒業。同年4月、厚生省に入省。老人保健医療対策本部事務局を経て、1984年（昭和59年）、外務省に出向。在スウェーデン日本国大使館書記官を務めた。厚生省復帰後は、厚生省大臣官房総務課課長補佐、同政策課課長補佐、保険局医療課保険医療企画調査室長、厚生省大臣官房広報室長、保険局保険課長、高齢者介護対策本部事務局次長、内閣官房内閣審議官、児童家庭局家庭福祉課長、保険局国民健康保険課長、保険局総務課長などを歴任。
2002年（平成14年）8月30日、厚生労働省大臣官房審議官に就任。2004年（平成16年）に行われた年金制度の改正に携わった。
2004年（平成16年）7月23日、厚生労働省年金局長に就任。年金局長として、2007年のパート労働者への被用者保険適用拡大を含んだ被用者年金一元化法案、2009年の基礎年金国庫負担2分の1実現法案など、多数の法案の取りまとめにあたった。
2009年（平成21年）7月24日、社会保険庁長官に就任。最後の社会保険庁長官として人員や施設の整理を進めた。
2010年（平成22年）1月、社会保険庁の廃止に伴い、日本年金機構の幹部への登用が取り沙汰されたが、1996年に受けた、岡光序治厚生事務次官の汚職事件に絡む減給処分を理由に見送られた。
同年8月20日、在スウェーデン日本国大使館特命全権大使に就任し、2013年（平成25年）10月25日まで務めた。
帰国後、国際医療福祉大学大学院教授に就任し、この他、日本生命顧問、日本赤十字社常任理事、日本赤十字看護大学客員教授、社会福祉法人愛成会芸術文化事業担当顧問、北海道アール・ブリュットネットワーク顧問、こどもの国協会理事長、福祉フォーラムジャパン会長、糸賀一雄記念財団理事などを歴任。

## 著書
- スーパーモデル・スウェーデン 〜変容を続ける福祉国家〜（2013年、法研）[9]、ISBN 978-4-8795-4998-3
- 分岐点 〜皆保険皆年金は結果か政策か〜（2011年、社会保険実務研究所）[9]、ISBN 978-4-9052-9508-2
- 分岐点II 〜年金改革: 大きな到達点の実像と課題〜（2016年、社会保険実務研究所）[1][9]、全国書誌番号:22744557